# Північний Узон
Північний Узо́н (рос. Северный Узон) — село у складі Дульдургинського району Забайкальського краю, Росія. Входить до складу Узонського сільського поселення.

## Історія
Село було утворено 2014 року шляхом виділення зі складу села Узон.